# Enotski ulomek
Enôtski ulómek (tudi osnóvni ulómek) oblike:
{\displaystyle {\frac {n}{d}}\!\,}
je v matematiki ulomek, katerega števec je n = 1. Če je njegov celoštevilski imenovalec d > n = 1, potem je ulomek tudi pravi ulomek. Tako obstaja točno en enotski ulomek, ki ni pravi, namreč 1. Enotski ulomek je tako obratna vrednost naravnega števila (pozitivnega celega števila), 1/n. Zgledi so: 1/1, 1/2, 1/3, 1/42 ipd.

## Osnovne računske operacije
Zmnožek dveh enotskih ulomkov je spet enotski ulomek, vsota, razlika ali količnik je lahko enotski ulomek, večinoma pa ne.
- {\displaystyle {1 \over m}\cdot {1 \over n}={1 \over mn}}
  - {\displaystyle {1 \over 2}\cdot {1 \over 5}={1 \over 10}}
  - {\displaystyle {1 \over 3}\cdot {1 \over 6}={1 \over 18}}
- {\displaystyle {1 \over m}+{1 \over n}={n+m \over mn}}
  - {\displaystyle {1 \over 2}+{1 \over 5}={7 \over 10}}
  - {\displaystyle {1 \over 3}+{1 \over 6}={1 \over 2}}
- {\displaystyle {1 \over m}-{1 \over n}={n-m \over mn}}
  - {\displaystyle {1 \over 2}-{1 \over 5}={3 \over 10}}
  - {\displaystyle {1 \over 3}-{1 \over 6}={1 \over 6}}
- {\displaystyle {\frac {1}{m}}\div {\frac {1}{n}}={\frac {n}{m}}\!\,.}

Vsak enotski ulomek je cel mnogokratnik ulomka z istim imenovalcem:
{\displaystyle {n \over d}=n\cdot {1 \over d}\!\,.}
Vsako pozitivno racionalno število se lahko zapiše kot vsoto različnih enotskih ulomkov. Takšni ulomki so poznani iz egipčanske matematike, kjer se lahko najde veliko posebnih prikazov števil kot končne vsote enotskih ulomkov, katerih imenovalci so med seboj različni; taka števila se sedaj imenujejo egipčanski ulomki. Iz Ahmesovega Rhindovega papirusa izhaja primer:
{\displaystyle {\frac {2}{71}}={\frac {1}{40}}+{\frac {1}{568}}+{\frac {1}{710}}\!\,.}
Takšen zapis pa ni vedno enoličen. Na primer število 0,8 se lahko napiše na dva načina:
{\displaystyle {8 \over 10}={1 \over 2}+{1 \over 4}+{1 \over 20}={1 \over 3}+{1 \over 5}+{1 \over 6}+{1 \over 10}\,\ .}
Veliko enotskih ulomkov je parov sosednjih ulomkov. Enotski ulomki so nekateri zaporedni ali nezaporedni členi poljubnega Fareyjevega zaporedja Fn stopnje n. Ulomka 1/2 in 1/4 sta sosednja ulomka, nista pa zaporedna člena Fareyjevega zaporedja F5. Ulomka 1/3 in 1/4 sta tudi sosednja ulomka in sta zaporedna člena F5.

## Vrste enotskih ulomkov
Veliko znanih neskončnih vrst ima člene, ki so enotski ulomki.
- Delna vsota enotskih ulomkov:

{\displaystyle {1 \over 1}+{1 \over 2}+{1 \over 3}+\cdots +{1 \over n}\!\,}
da harmonično vrsto, ki se z naraščajočim n približuje vrednosti loge(n)+γ. Vsota vseh enotskih ulomkov je zaradi tega neskončna, čeprav zelo počasi divergira.
- Vrsta v baselskem problemu je vsota kvadratov enotskih ulomkov in konvergira k {\displaystyle \pi ^{2}/6}.

- Apéryjeva konstanta ζ(3) je vsota kubov enotskih ulomkov.

- dvojiška geometrična vrsta

- obratna Fibbonacijeva konstanta ψ je vsota enotskih ulomkov, kjer so imenovalci Fibonaccijeva števila.

## Matrike z enotskimi ulomki
Hilbertova matrika je matrika z elementi:
{\displaystyle H_{i,j}={\frac {1}{i+j-1}}\!\,.}
Vsi elementi v njenem inverzu so cela števila. Podobno je Richardson določil matriko z elementi:
{\displaystyle C_{i,j}={\frac {1}{F_{i+j-1}}}\!\,,}
kjer je Fi i-to Fibonaccijevo število. Imenoval jo je Filbertova matrika. Ima enako značilnost, da so elementi v njenem inverzu cela števila.

## Enotski ulomki v fiziki
Energijski nivoji v Bohrovem modelu elektronskih orbit v vodikovem atomu so sorazmerni s kvadratnimi enotskimi ulomki. Zaradi tega so energijski nivoji fotonov, ki jih lahko vodikov atom absorbira ali izseva, podobno sorazmerni z razlikama dveh takšnih ulomkov.
Nekaj časa so verjeli da je konstanta fine strukture α točno enaka enotskemu ulomku 1/136, in z njo povezano Eddingtonovo število celo število.